# Liste der Bodendenkmäler in Obernbreit
Auf dieser Seite sind die Bodendenkmäler in dem unterfränkischen Markt Obernbreit zusammengestellt. Diese Tabelle ist eine Teilliste der Liste der Bodendenkmäler in Bayern. Grundlage ist die Bayerische Denkmalliste, die auf Basis des Bayerischen Denkmalschutzgesetzes vom 1. Oktober 1973 erstmals erstellt wurde und seither durch das Bayerische Landesamt für Denkmalpflege geführt wird. Die folgenden Angaben ersetzen nicht die rechtsverbindliche Auskunft der Denkmalschutzbehörde.

## Bodendenkmäler in Obernbreit

### Gemarkung Enheim
| Lage              | Objekt | Akten-Nr.     | Bild |
| ----------------- | --- | ------------- | ---- |
| Enheim (Standort) | Siedlung des Alt- und Mittelneolithikums, Erdwerk des Mittelneolithikums und verebnete Grabhügel vorgeschichtlicher Zeitstellung. | D-6-6326-0212 |      |

### Gemarkung Obernbreit
| Lage                  | Objekt | Akten-Nr.     | Bild |
| --------------------- | --- | ------------- | ---- |
| Obernbreit (Standort) | Archäologische Befunde der frühen Neuzeit im Bereich der Evangelisch-Lutherischen Pfarrkirche ehemalige St. Burkhard von Obernbreit.       | D-6-6326-0329 |      |
| Obernbreit (Standort) | Siedlung der Latènezeit oder der römischen Kaiserzeit.                                                                                     | D-6-6326-0343 |      |
| Obernbreit (Standort) | Siedlung der Linearbandkeramik, der Hallstatt- und der Frühlatènezeit.                                                                     | D-6-6327-0052 |      |
| Obernbreit (Standort) | Siedlung sowie rechteckiges Grabenwerk vor- und frühgeschichtlicher Zeitstellung.                                                          | D-6-6327-0123 |      |
| Obernbreit (Standort) | Siedlung der Linearbandkeramik. | D-6-6327-0125 |      |
| Obernbreit (Standort) | Freilandstation des Mittelpaläolithikums, Siedlung der Linearbandkeramik.                                                                  | D-6-6327-0126 |      |
| Obernbreit (Standort) | Siedlung vor- und frühgeschichtlicher sowie mittelalterlicher Zeitstellung.                                                                | D-6-6327-0127 |      |
| Obernbreit (Standort) | Siedlung vor- und frühgeschichtlicher Zeitstellung.                                                                                        | D-6-6327-0153 |      |
| Obernbreit (Standort) | Siedlung vor- und frühgeschichtlicher Zeitstellung.                                                                                        | D-6-6327-0162 |      |
| Obernbreit (Standort) | Archäologische Befunde im Bereich eines spätmittelalterlichen Steingebäudes mit Umbauphasen aus der Zeit um 1600.                          | D-6-6327-0178 |      |
| Obernbreit (Standort) | Archäologische Befunde des Mittelalters und der frühen Neuzeit sowie Körpergräber im Bereich der Evang. Kapelle Heiligkreuz in Obernbreit. | D-6-6327-0227 |      |

### Gemarkung Wässerndorf
| Lage                   | Objekt | Akten-Nr.     | Bild |
| ---------------------- | --- | ------------- | ---- |
| Wässerndorf (Standort) | Siedlung der Linearbandkeramik und des Mittelneolithikums sowie Grabenwerk vorgeschichtlicher Zeitstellung, vermutlich des Neolithikums, mit dreifachem Grabensystem. | D-6-6327-0093 |      |